# Broken Vows (film 1987)
Broken Vows è un film per la televisione del 1987 diretto da Jud Taylor.

## Trama
Peter Joseph McMahon è un giovane sacerdote viene chiamato ad assistere un moribondo, vittima di un agguato.